# 诺伊多夫-博恩施泰因
诺伊多夫-博恩施泰因是德国石勒苏益格－荷尔斯泰因州的一个市镇。总面积14.17平方公里，总人口1080人，其中男性526人，女性554人（2011年12月31日），人口密度76人/平方公里。